# Doni Tata Pradita
Doni Tata Pradita. né le 21 janvier 1990, est un pilote moto indonésien.